# Druckschalter
Druckschalter sind mechanische oder elektronische Schalter, die durch Druckänderungen eines gasförmigen oder flüssigen Mediums, z. B. Luft oder Hydrauliköl, betätigt werden.
Sie werden unter anderem zum Schalten von Pumpen, Ventilen oder Verdichtern eingesetzt, damit der Druck oder Füllstand des Mediums in einem Druckspeicher oder Tank einen oberen Wert nicht über- und einen unteren Wert nicht unterschreitet.
Das einfachste und verbreitetste Prinzip eines mechanischen Druckschalters wurde 1935 durch die August Frede Maschinenfabrik Westkirchen (heute Condor-Werke) zum Patent angemeldet und beruht auf einer Membran, die sich mit steigendem Druck ausdehnt und über diese Bewegung die Schaltkontakte öffnet. Eine über den Druckschalter geschaltete Pumpe schaltet somit bei einem definierten Druck ab. Die Membran ist dabei über eine Schraubenfeder mit einem Gegendruck beaufschlagt, bei sinkendem Druck geht die Ausdehnung zurück und die Schaltkontakte werden geschlossen (Pumpe schaltet ein, Behälter wird gefüllt). Die Feder ist häufig in ihrer Vorspannung verstellbar, worüber sich Ein- und Ausschaltdruck einstellen lassen. Zumeist bleibt dabei die Differenz von Einschalt- zu Ausschaltdruck (die Hysterese) konstant.
Mechanische Druckschalter besitzen einen relativ großen Unterschied (Hysterese) zwischen dem oberen Schaltpunkt und dem unteren Rückschaltpunkt. Das ist teilweise erwünscht, da sich damit ohne Regler einfache Zweipunktreglungen aufbauen lassen. Bei mechanischen Druckschaltern kann die Größe der Hysterese(ΔP) zumeist über einen weiteren Federmechanismus eingestellt werden. Während die Verstellung der Hauptdruckfeder sowohl den Aus- als auch den Einschaltdruck beeinflusst, bewirkt eine Verstellung an der Differenzdruckfeder je nach Bauart ausschließlich eine Veränderung am Ausschaltdruck oder am Einschaltdruck, während der andere Kennwert unverändert bleibt.
Mittels elektronischer Druckschalter ist es möglich, eine sehr hohe Präzision an den geforderten Schaltpunkten zu erreichen. Auch können damit sehr kleine Hysteresebereiche realisiert werden. Des Weiteren ist es damit möglich, Schaltaufgaben in sehr dynamischen Drucksystemen auszuführen. Die Grenzfrequenz liegt mit elektronischen Druckschaltern bei ca. 1 kHz.

Mechanischer Druckschalter mit integriertem Stecker[4]
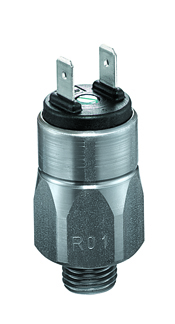
Mechanischer Druckschalter mit Steckverbindung
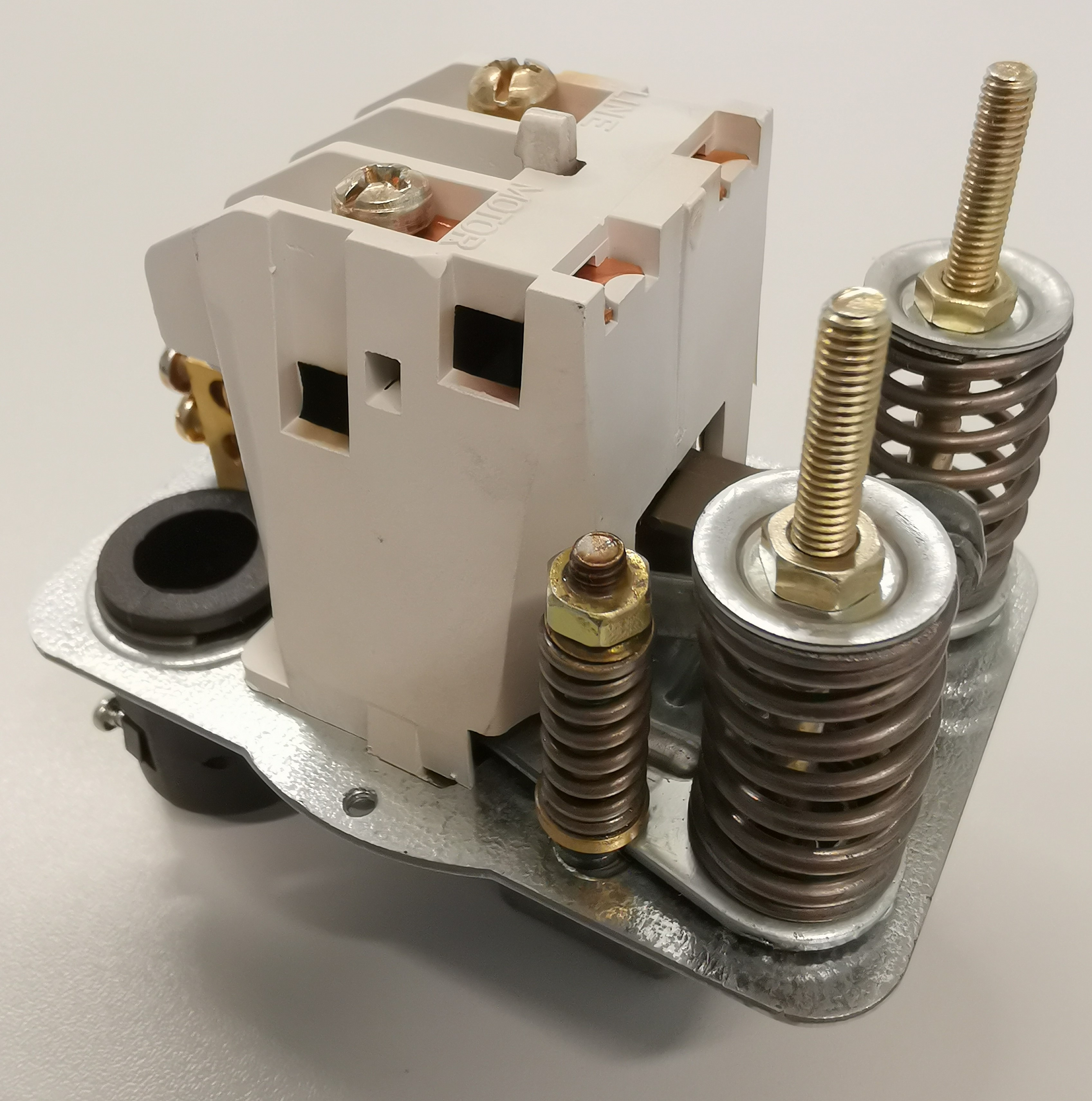
Mechanischer Leistungsdruckschalter mit zwei Hauptdruckfedern und einer kleineren Feder zur Verstellung der Druckdifferenz (Hysterese)
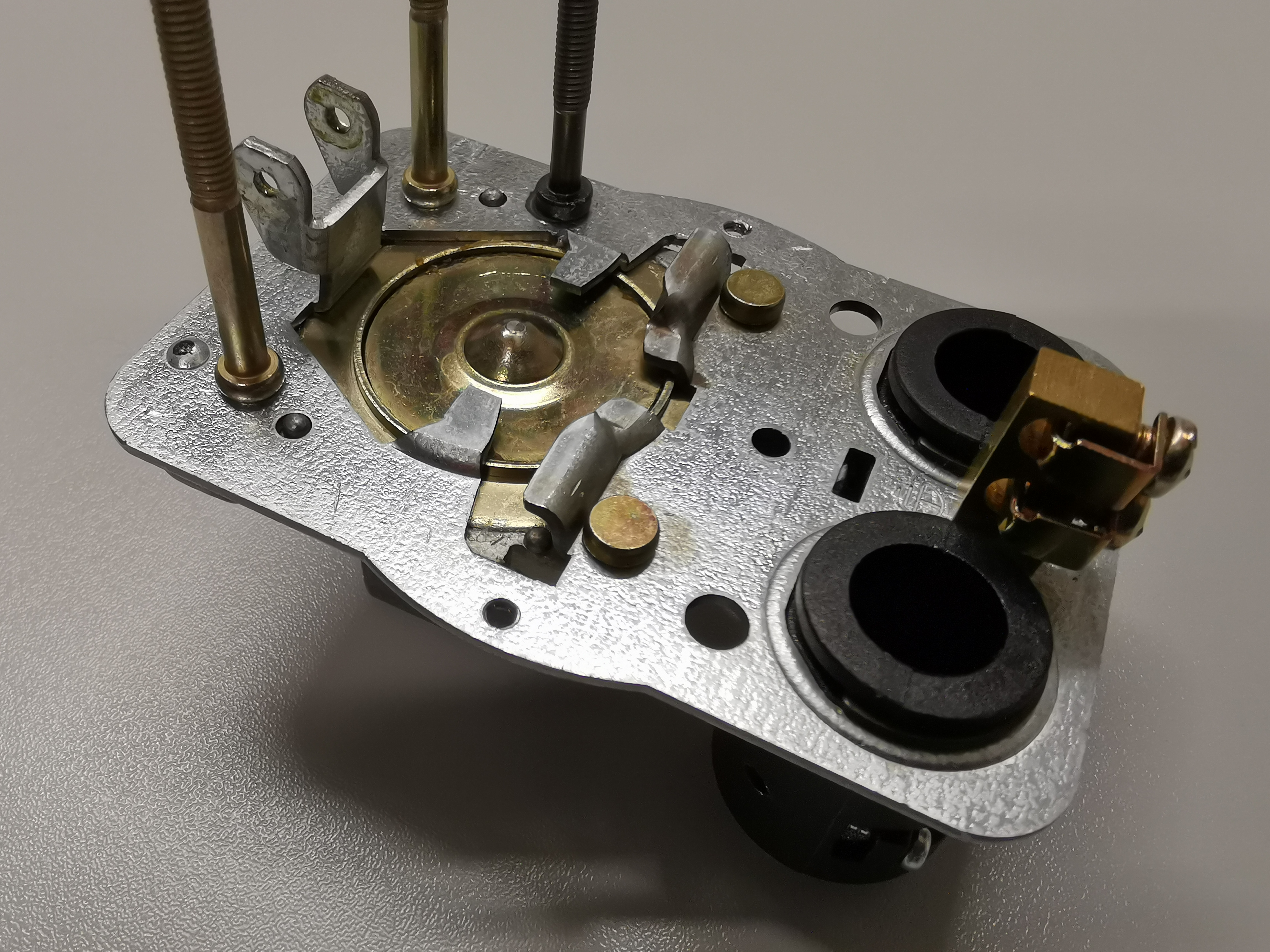
Metallmembran in einem mechanischen Leistungsdruckschalter
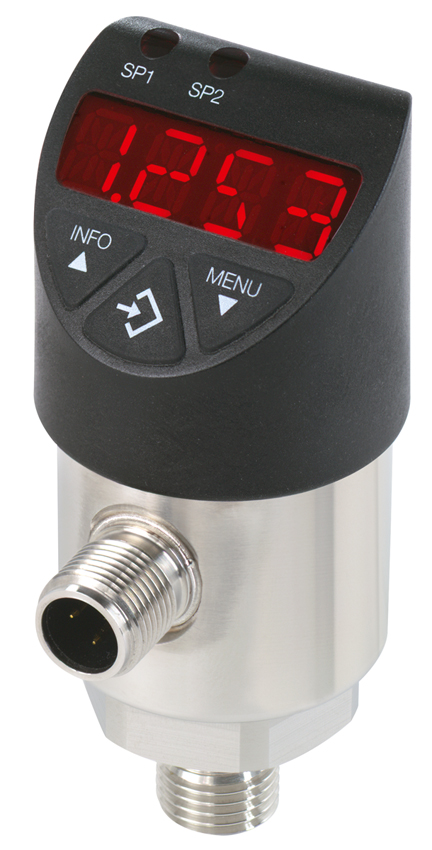
Elektronischer Druckschalter mit LED-Anzeige
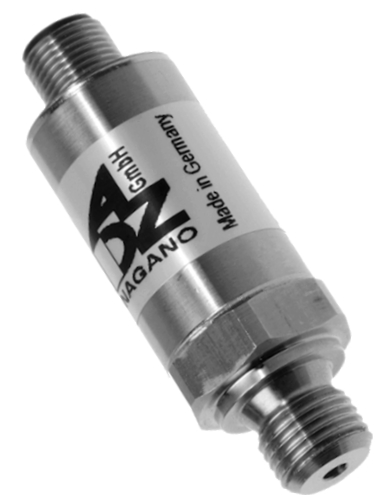
Elektronischer Druckschalter